# Wieża ciśnień w Jankowej Żagańskiej
Wieża ciśnień w Jankowej Żagańskiej – wieża znajdująca się na terenie dawnej fabryki dachówek Zeipauer Dachstein- & Braunkohlenwerke. Zbudowana w 1923 roku według projektu Otto Bartninga w nurcie ekspresjonizmu.

## Opis
Wieża ma 5 kondygnacji. Powstała na planie wieloboku, zwęża się ku górze, a poniżej dachu płaszczyzna ściany załamuje się pod kątem prostym. Dach dwuspadowy. Na każdej kondygnacji umieszczono wydłużone i wąskie okna. Wewnątrz znajdują się jednobiegowe drewniane schody.

## Historia
Wieżę zbudowano na terenie należącym do firmy Zeipauer Dachstein- und Braunkohlenwerke AG. Projekt przygotował Otto Bartning, znany berliński architekt. W 2012 roku został wykonany remont dachu co powstrzymało dewastację wieży.
W 2012 roku obiekt wpisano do rejestru zabytków pod nrem rej.: L-514/A z 25.07.2012.

### Cegielnia
W skład firmy Zeipauer Dachstein- und Braunkohlenwerke AG oprócz cegielni wchodziły dwie kopalnie węgla brunatnego. Kopalnia Jadwiga I i Kopalnia Jadwiga II (Bergwerk Hedwig I i Bergwerk Hedwig II) oraz miejsca wydobywania gliny na potrzeby cegielni działały na terenie Nadleśnictwa Żagań, obecnie pozostałością po nich są glinianki. Węgiel był wykorzystywany do wypalania cegieł. W 2012 roku właścicielem cegielni była firma Wineberger.